# Аллен, Тим
Ти́моти А́лан Дик (англ. Timothy Alan Dick; род. 13 июня 1953, Денвер, Колорадо, США), более известный как Тим А́ллен (англ. Tim Allen) — американский актёр, комик, звуковой подражатель и эстрадный артист. Наиболее известен благодаря ролям в ситкоме «Большой ремонт», фильмах «Санта-Клаус», «Санта-Клаус 2», «Санта-Клаус 3» и «В поисках Галактики», а также озвучиванию Базза Лайтера в диснеевских мультфильмах «История игрушек», «История игрушек 2», «Базз Лайтер из звёздной команды: Приключения начинаются», «История игрушек: Большой побег» и «История игрушек 4».

## Биография

### Ранние годы
Тим Аллен родился 13 июня 1953 года в Денвере, штате Колорадо. Был третьим из шести детей. Его отец, Джеральд погиб в автокатастрофе, когда ему было 11 лет. После этого его мать Марта вышла замуж за бизнесмена и переехала с семьёй в Бирмингем, Мичиган. Тим учился в средней школе Сихольм в Бирмингеме и затем поступил в университеты Центрального Мичигана и Западного Мичигана, где получил степень бакалавра наук в области коммуникаций. Во время учёбы в университете Западного Мичигана он работал на студенческой радиостанции WIDR.

Тим Аллен в тюрьме.

В 1978 году Тим Аллен был арестован за торговлю наркотиками и приговорён к пожизненному заключению. Он был освобождён после того, как пошёл на сделку с правоохранительными органами и выдал имена остальных участников сети наркоторговцев.

### Карьера
Аллен проявил себя еще в 1975 году, когда по совету товарища выступил на комедийном мероприятии в заведении Comedy Castle Марка Ридли, расположенном в Роял-Оуке, недалеко от Детройта. В Детройте его заметили благодаря участию в местной телевизионной рекламе и появлению в кабельных комедийных программах, например, "Some Semblance of Sanity" Гэри Тисона.
После выхода из тюрьмы в 1981 году Аллен возобновил свою карьеру комика. Он переехал в Лос-Анджелес и стал одним из основных исполнителей в The Comedy Store. Его стендап-выступления начали появляться на ночных ток-шоу, в специальных комедийных программах, на записях и в кино.
В 1998 году Западный Мичиган отметил заслуги Аллена, присвоив ему почетную степень в области изящных искусств и награду Distinguished Alumni Award. Как однажды заметил Аллен в интервью: "Я способен убедительно сыграть роль, только если могу опираться на собственный жизненный опыт, а этот ресурс может быстро исчерпаться". Его дебютом в кино стала роль грузчика в фильме "Тропический снег" (1988).
Тим Аллен получил широкую известность благодаря своей роли в комедийном сериале «Большой ремонт» (1991–1999), созданном для телеканала ABC компанией Wind Dancer Productions. Он исполнил роль Тима «Инструментальщика» Тейлора, отца троих сыновей. Большая часть сюжета была основана на его комедийных выступлениях в жанре стендап. В ноябре 1994 года Аллен достиг уникального достижения: он одновременно снялся в самом кассовом фильме («Санта Клаус» от Walt Disney Pictures), занял первое место в списке бестселлеров The New York Times со своей книгой «Не стой слишком близко к голому мужчине» и играл в самом популярном телесериале («Большой ремонт») в течение одной недели. За свою работу в этом сериале Аллен был удостоен премии «Золотой глобус» в 1995 году. Сериал «Большой ремонт» продолжался до 1999 года, а гонорар Аллена за эпизод в течение восьмого и финального сезонов составил 1,25 миллиона долларов США.
В 1995 году Аллен озвучил Базза Лайтера в популярном мультфильме Disney/Pixar «История игрушек». В 1997 году он снялся в семейной комедии Disney «Джунгли 2 Джунгли». В 1999 году он вновь озвучил Базза Лайтера в «Истории игрушек 2», которая имела большой успех как у зрителей, так и у критиков. В том же году он сыграл в научно-фантастической пародии «В поисках Галактики» вместе с Сигурни Уивер, Аланом Рикманом и Сэмом Рокуэллом. В 2002 году он вернулся к роли Скотта Кэлвина в фильме «Санта Клаус 2». Два года спустя он исполнил роль Лютера Кранка в фильме «Рождество с Крэнками». В 2006 году вышел фильм «Зум», в котором Аллен сыграл Джека Шепарда. В том же году он также появился в фильмах «Мохнатый пес» и «Санта Клаус 3». В 2008 году он впервые попробовал себя в драматической роли, сыграв второстепенного персонажа стареющей звезды боевиков в фильме Дэвида Мамета «Красный пояс».
Аллен стал голосом телевизионной и радиорекламы "Pure Michigan" для организации "Travel Michigan". Эти рекламные ролики транслировались по всему Среднему Западу, а в 2009 году начали появляться по всей стране. В декабре 2009 года он начал предварительный показ фильма "Crazy on the Outside", премьера которого состоялась в январе 2010 года. Аллен поддерживал фильм, продвигая его серией стендап-выступлений. Во время этих выступлений он сообщил зрителям о своих планах на комедийный тур в 2010 году. Аллен также выступил режиссером этого фильма, что стало его дебютом в этой роли.
25 апреля 2010 года Аллен вел 8-ю ежегодную церемонию вручения премии TV Land Awards. В том же году он вновь озвучил Базза Лайтера в «Истории игрушек 3», а также стал официальным голосом Chevrolet Cruze, озвучивая рекламные ролики этого автомобиля, и голосом рекламной кампании Campbell Soup Company "Удивительно, что может суп".
В 2011 году Аллен вернулся на телеканал ABC с комедийным сериалом "Последний настоящий мужчина", который транслировался до 2021 года. В нём он исполнил роль Майка Бакстера, консервативного отца семейства, отстаивающего свои мужские принципы в окружении женщин. Этот персонаж был во многом вдохновлён его собственной жизнью. Сериал был закрыт в мае 2017 года после шести сезонов, однако 11 мая 2018 года руководители Fox TV Гэри Ньюман и Дана Уолден объявили о его продлении на седьмой сезон. Шоу завершилось в мае 2021 года, продержавшись в эфире девять сезонов.
Перед тем, как "Последний настоящий мужчина" был отменён в 2017 году, стало известно об участии Аллена в оригинальном комедийном фильме Netflix "El Camino Christmas" (2017). В 2018 году он озвучил Базза Лайтера в фильме "Ральф против интернета". В 2019 году он вновь озвучил этого персонажа в "Истории игрушек 4" и сыграл самого себя в документальной ленте "No Safe Spaces". В 2022 году было объявлено, что Аллен вернётся к роли Скотта Кэлвина в мини-сериале Disney+ "Санта-Клаусы", основанном на франшизе "Санта-Клаус".
30 июня 2022 года на канале History Channel состоялась премьера сериала "More Power", в котором Аллен воссоединился с Ричардом Карном. В этом шоу рассказывалось об истории инструментов, а также демонстрировались репортажи с мест, где люди используют мощное оборудование. В феврале 2023 года Аллен сообщил о своём возвращении к озвучиванию Базза Лайтера в "Истории игрушек 5".
6 марта 2024 года Аллен анонсировал в Facebook свой третий ситком под названием "Shifting Gears". Его персонаж, Мэтт, - "упрямый, овдовевший владелец мастерской по реставрации классических автомобилей". Сюжет разворачивается вокруг его взаимоотношений с отчуждённой дочерью и внуками-подростками, переехавшими к нему. Премьера сериала на канале ABC состоялась 8 января 2025 года.

## Личная жизнь
Аллен был воспитан в епископальной церкви. С 1984 по 1999 год был женат на Лоре Дейбель. В браке родилась дочь Кэтрин (род. 1989). В 2006 году повторно женился — на Джейн Хайдук. В 2009 году у пары родилась дочь Элизабет.

## Фильмография
| Год       |    | Русское название                                        | Оригинальное название                                | Роль                              |
| --------- | -- | ------------------------------------------------------- | ---------------------------------------------------- | --------------------------------- |
| 1988      | ф  | Тропический снег                                        | Tropical Snow                                        | носильщик                         |
| 1991—1999 | с  | Большой ремонт                                          | Home Improvement                                     | Тим Тейлор                        |
| 1994      | ф  | Санта-Клаус                                             | The Santa Clause                                     | Скотт Келвин / Санта-Клаус        |
| 1995      | мф | История игрушек                                         | Toy Story                                            | Базз Лайтер                       |
| 1996      | с  | Шоу Дрю Кэри                                            | The Drew Carey Show                                  | в роли самого себя                |
| 1997      | ф  | Познакомьтесь с Уолли Спарксом                          | Meet Wally Sparks                                    | в роли самого себя                |
| 1997      | ф  | Из джунглей в джунгли                                   | Jungle 2 Jungle                                      | Майкл Кромвелл                    |
| 1997      | с  | —                                                       | Soul Man                                             | в роли самого себя                |
| 1997      | ф  | Проделки Бивера                                         | Leave It to Beaver                                   | в роли самого себя                |
| 1997      | ф  | И в бедности и в богатстве                              | For Richer or Poorer                                 | Брэд Сэкстон                      |
| 1998      | с  | Шоу Ларри Сандерса                                      | The Larry Sanders Show                               | в роли самого себя                |
| 1998      | с  | Спин-Сити                                               | Spin City                                            | Рэгс                              |
| 1999      | мф | История игрушек 2                                       | Toy Story 2                                          | Базз Лайтер                       |
| 1999      | ки | —                                                       | Toy Story 2: Buzz Lightyear to the Rescue            | Базз Лайтер                       |
| 1999      | ф  | В поисках Галактики                                     | Galaxy Quest                                         | Джейсон Несмит                    |
| 2000      | мф | Базз Лайтер из звёздной команды: Приключения начинаются | Buzz Lightyear of Star Command: The Adventure Begins | Базз Лайтер                       |
| 2001      | ки | —                                                       | Toy Story Racer                                      | Базз Лайтер                       |
| 2001      | ф  | Тот, которого заказали                                  | Who Is Cletis Tout?                                  | Критический Джим                  |
| 2001      | ф  | Крутой Джо                                              | Joe Somebody                                         | Джо Шеффер                        |
| 2002      | ф  | Большие неприятности                                    | Big Trouble                                          | Эллиот Арнольд                    |
| 2002      | ф  | Санта-Клаус 2                                           | The Santa Clause 2                                   | Скотт Келвин / Санта-Клаус        |
| 2003      | тф | —                                                       | These Guys                                           | рассказчик                        |
| 2003      | мф | —                                                       | Jimmy Neutron: Win, Lose and Kaboom                  | Мелдар Прайм                      |
| 2004      | ф  | Рождество с неудачниками                                | Christmas with the Kranks                            | Лютер Крэнк                       |
| 2006      | ф  | Лохматый папа                                           | The Shaggy Dog                                       | Дейв Дуглас                       |
| 2006      | мф | Тачки                                                   | Cars                                                 | Базз Лайтер-машина                |
| 2006      | ф  | Капитан Зум: Академия супергероев                       | Zoom                                                 | Джек Шепард / капитан Зум         |
| 2006      | ф  | Санта-Клаус 3                                           | The Santa Clause 3                                   | Скотт Келвин / Санта-Клаус        |
| 2007      | ф  | Реальные кабаны                                         | Wild Hogs                                            | Даг Мэдсен                        |
| 2008      | ф  | Красный пояс                                            | Redbelt                                              | Чет Фрэнк                         |
| 2009      | ф  | Шесть жён Генри Лефея                                   | The Six Wives of Henry Lefay                         | Генри Лефей                       |
| 2010      | ф  | Сумасшедший на воле                                     | Crazy on the Outside                                 | Томми                             |
| 2010      | мф | История игрушек: Большой побег                          | Toy Story 3                                          | Базз Лайтер                       |
| 2010      | ки | —                                                       | Toy Story 3                                          | Базз Лайтер                       |
| 2010      | ки | —                                                       | Scene It? Disney Magical Moments                     | Базз Лайтер                       |
| 2011      | мф | Гавайские каникулы                                      | Hawaiian Vacation                                    | Базз Лайтер                       |
| 2011      | мф | Мальки                                                  | Small Fry                                            | Базз Лайтер                       |
| 2011—2021 | с  | Последний настоящий мужчина                             | Last Man Standing                                    | Майк Бастер                       |
| 2012      | мф | Веселозавр Рекс                                         | Partysaurus Rex                                      | Базз Лайтер                       |
| 2012      | в  | Король пингвинов                                        | The Penguin King                                     | рассказчик                        |
| 2013      | ф  | Старикашки!                                             | 3 Geezers!                                           | Тим                               |
| 2013      | мф | История игрушек и ужасов!                               | Toy Story of Terror                                  | Базз Лайтер                       |
| 2014      | мф | История игрушек, забытая временем                       | Toy Story That Time Forgot                           | Базз Лайтер                       |
| 2015      | с  | Кристела                                                | Cristela                                             | Майк Бакстер                      |
| 2016      | ки | —                                                       | Disney Magic Kingdoms                                | Базз Лайтер                       |
| 2017      | ф  | Рождество в Эль-Камино                                  | El Camino Christmas                                  | Ларри Рот                         |
| 2019      | мф | История игрушек 4                                       | Toy Story 4                                          | Базз Лайтер                       |
| 2019      | с  | Рино 911!                                               | Reno 911!                                            | командующий космическими войсками |
| 2022      | с  | Санта-Клаусы                                            | The Santa Clauses                                    | Скотт Келвин / Санта-Клаус        |

## Книги
- Don’t Stand Too Close to a Naked Man (1994) — ISBN 0-7868-6134-7
- I’m Not Really Here (1996) — ISBN 0-7868-6257-2